# El Refugio (Durango)
El Refugio, también llamado El Burro, es una población del norte del estado de Durango en México. Forma parte del municipio de Mapimí.

## Localización y demografía
La población de El Refugio se encuentra localizada en el noroeste del territorio del municipio de Mapimí, muy cercano a los límites con el estado de Chihuahua. Sus coordenadas geográficas son 26°2′48″N 104°27′05″O / 26.04667, -104.45139 y su altitud es de 1 340 metros sobre el nivel mar.
Se encuentra ubicado en el Bolsón de Mapimí y como tal, su entorno es completamente desértico; su principal vía de comunicación es un camino de terracería que la une a la carretera estatal 44 de Durango que la comunica con la población de Ceballos, situada al noreste, y con Villa Hidalgo, al suroeste.
Su población es muy baja; de acuerdo con el Censo de Población y Vivienda realizado en 2010 por el Instituto Nacional de Estadística y Geografía tiene una población de 12 habitantes, de los que 7 son hombres y 5 son mujeres.

## Historia
El origen de El Refugio fue una hacienda que fue mencionada por primera vez en el censo de 1900, a lo largo de su historia recibió nombres como El Refugio o El Refugio del Derrame, hasta quedar definida en El Refugio (El Burro) a partir de 1995. Su mayor concentración poblacional ocurrió en 1921, cuando el censo de ese año señaló un total de 328 habitantes.